# Hrabia St Germans

## Informacje ogólne
- Dodatkowym tytułem hrabiego St Germans jest baron Eliot
- Najstarszy syn hrabiego St Germans nosi tytuł lorda Eliot
- Rodową siedzibą hrabiów St Germans jest Port Eliot w Kornwalii

Hrabiowie St Germans 1. kreacji (parostwo Zjednoczonego Królestwa)
- 1815–1823: John Eliot, 1. hrabia St Germans
- 1823–1845: William Eliot, 2. hrabia St Germans
- 1845–1877: Edward Granville Eliot, 3. hrabia St Germans
- 1877–1881: William Gordon Cornwallis Eliot, 4. hrabia St Germans
- 1881–1911: Henry Cornwallis Eliot, 5. hrabia St Germans
- 1911–1922: John Granville Cornwallis Eliot, 6. hrabia St Germans
- 1922–1942: Granville John Eliot, 7. hrabia St Germans
- 1942–1960: Montague Charles Eliot, 8. hrabia St Germans
- 1960–1988: Nicholas Richard Michael Eliot, 9. hrabia St Germans
- od 1988: Peregrine Nicholas Eliot, 10. hrabia St Germans

Następca 10. hrabiego St Germans: Albert Clarence Eliot, lord Eliot